# Filippo Barigioni
Filippo Barigioni (Roma, 1672 – Roma, 23 dicembre 1753) è stato un architetto italiano.

## Biografia
Allievo di Carlo Fontana, Barigioni lavorò insieme al maestro e ad Alessandro Specchi alla cappella Albani a San Sebastiano fuori le Mura. Nel 1711 restaurò una fontana di Giacomo della Porta per collocarvi l'obelisco oggi nei pressi del Pantheon.
Nel 1734 curò l'allestimento della statua di Marforio a Palazzo Nuovo, in Piazza del Campidoglio. Nel 1740 Barigioni eseguì il riallestimento barocco della Chiesa di San Marco, considerato da Paolo Portoghesi "tra i più felici restauri basilicali" della Roma del XVIII secolo, rinforzando i sostegni dell'antica navata con pilastri che non inglobavano le antiche, preziose colonne, ma che si accostavano ad esse, dando l'impressione di essere quasi appoggiati. Molto bella è anche la decorazione in stucco che incornicia gli affreschi della scuola di Pietro da Cortona. Sempre nel 1740 ricostruì la chiesa di San Francesco a Urbino, dopo che, alcuni anni prima, aveva restaurato San Domenico.
Unanimemente apprezzata è anche un'altra sua opera minore, la facciatina della chiesa di San Gregorio della Divina Pietà al Ponte Quattro Capi (1729), mentre decisamente più solenne è il progetto per il monumento a Maria Clementina Sobieski nella Basilica di San Pietro in Vaticano, eseguito in collaborazione con Pietro Bracci (1739-1742) e caratterizzato da un elegante drappo in diaspro.
Fuori Roma Filippo Barigioni costruì le cattedrali di Jesi e Ronciglione, la cappella di San Bernardino nella basilica omonima a L'Aquila, il palazzo comunale di Vetralla, il Ponte Clementino a Civita Castellana, l'acquedotto di Nepi e la fontana del   Palazzo comunale di Nepi, il monumento Caracciolo nella cattedrale di San Paolo (Aversa) (con Paolo Posi), l'altare della Beata Michelina in S. Francesco a Pesaro e la fontana antistante il palazzo comunale di Tarquinia.

## Galleria d'immagini

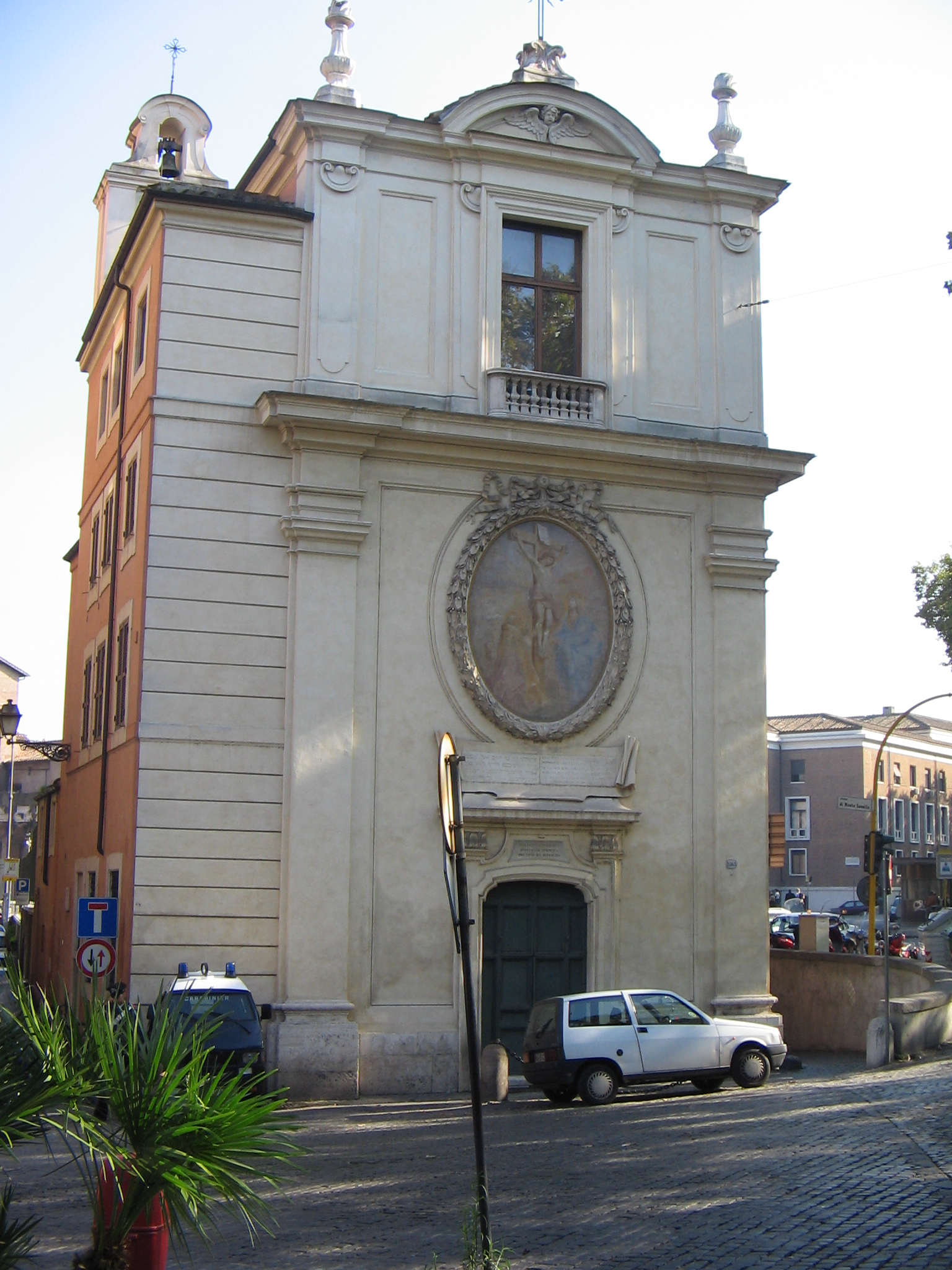
La chiesa di San Gregorio della Divina Pietà (F. Barigioni)
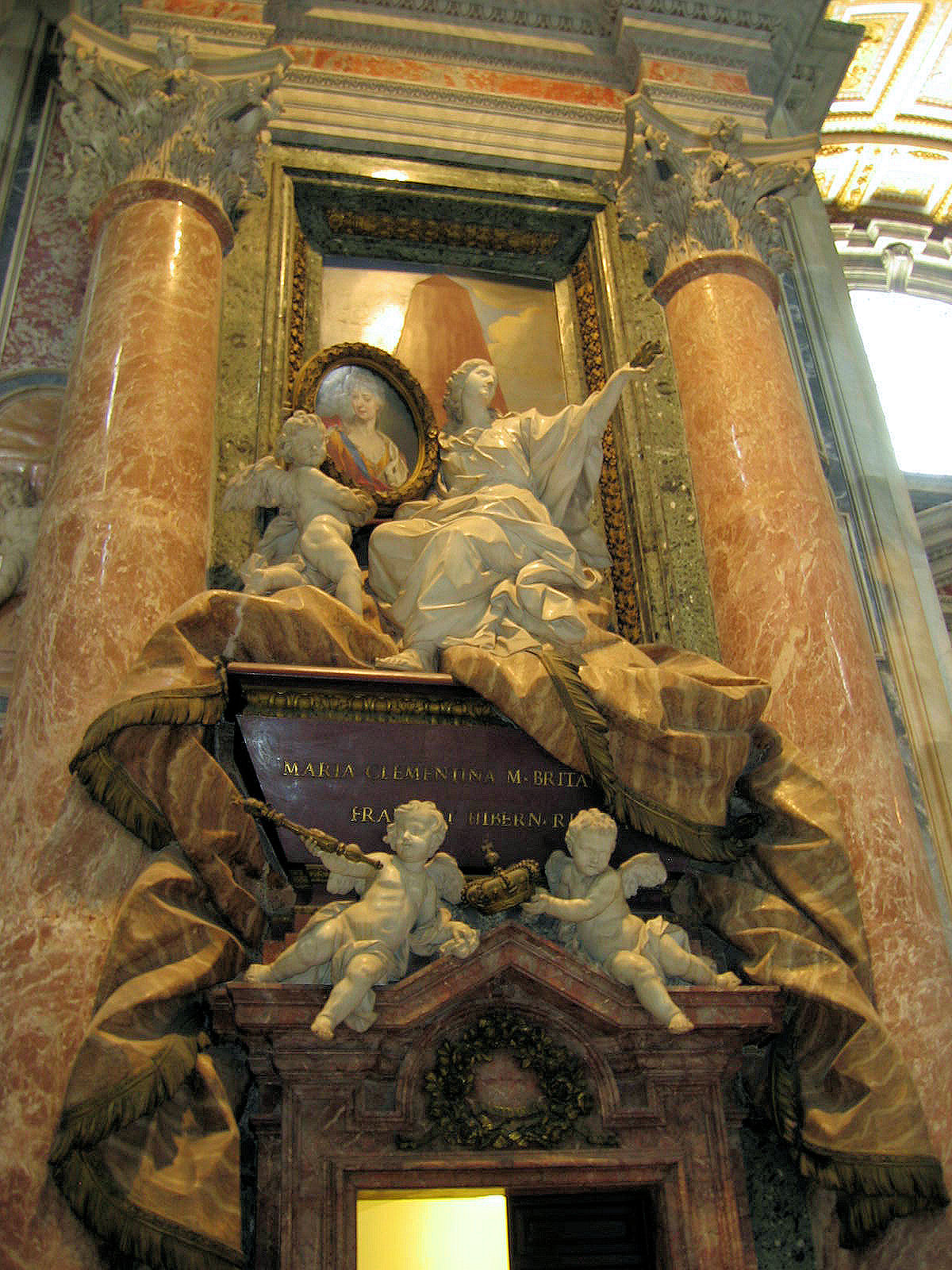
Monumento a Maria Clementina Sobieski (F. Barigioni e Pietro Bracci)
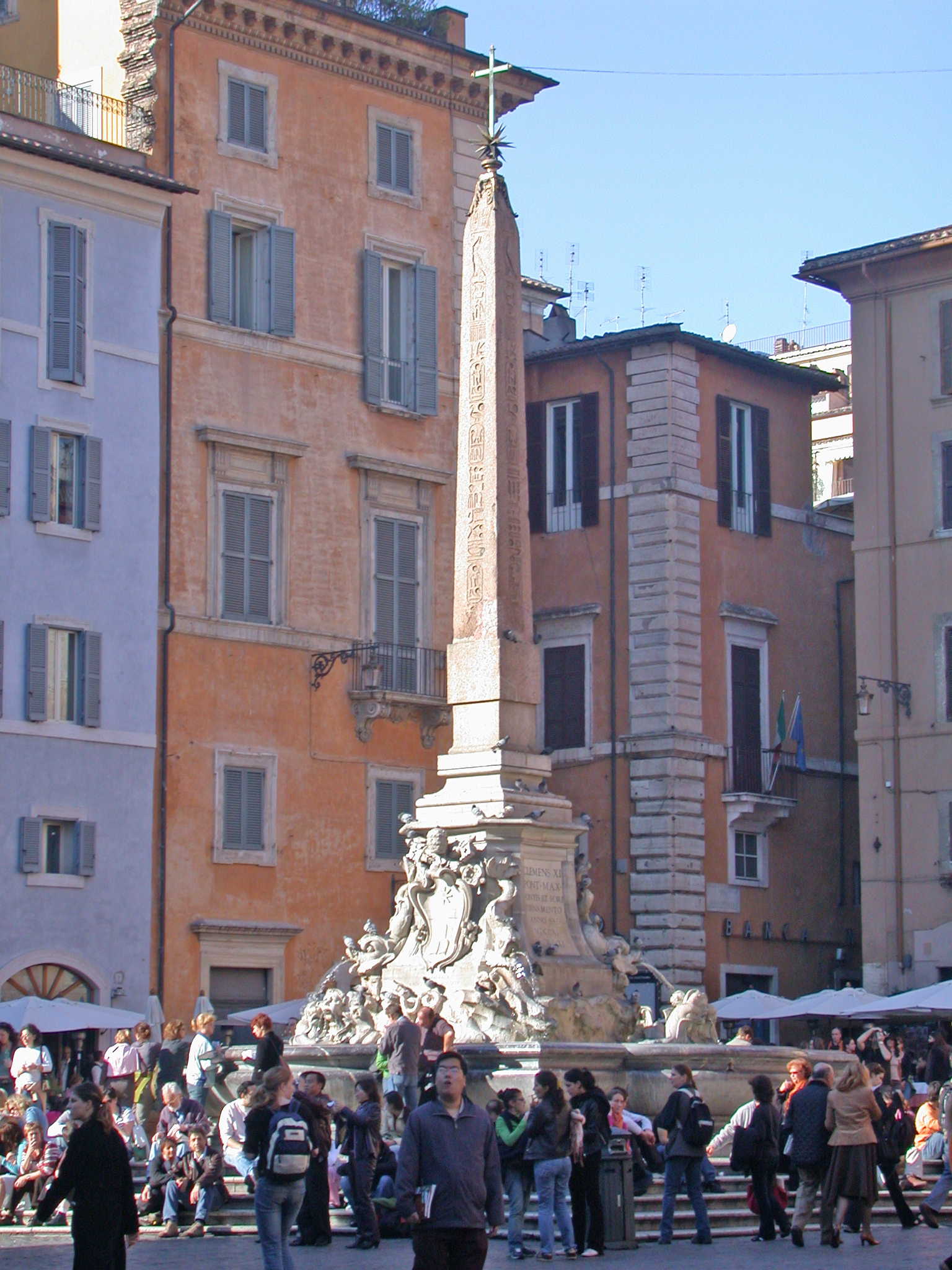
Obelisco del Pantheon (F. Barigioni)
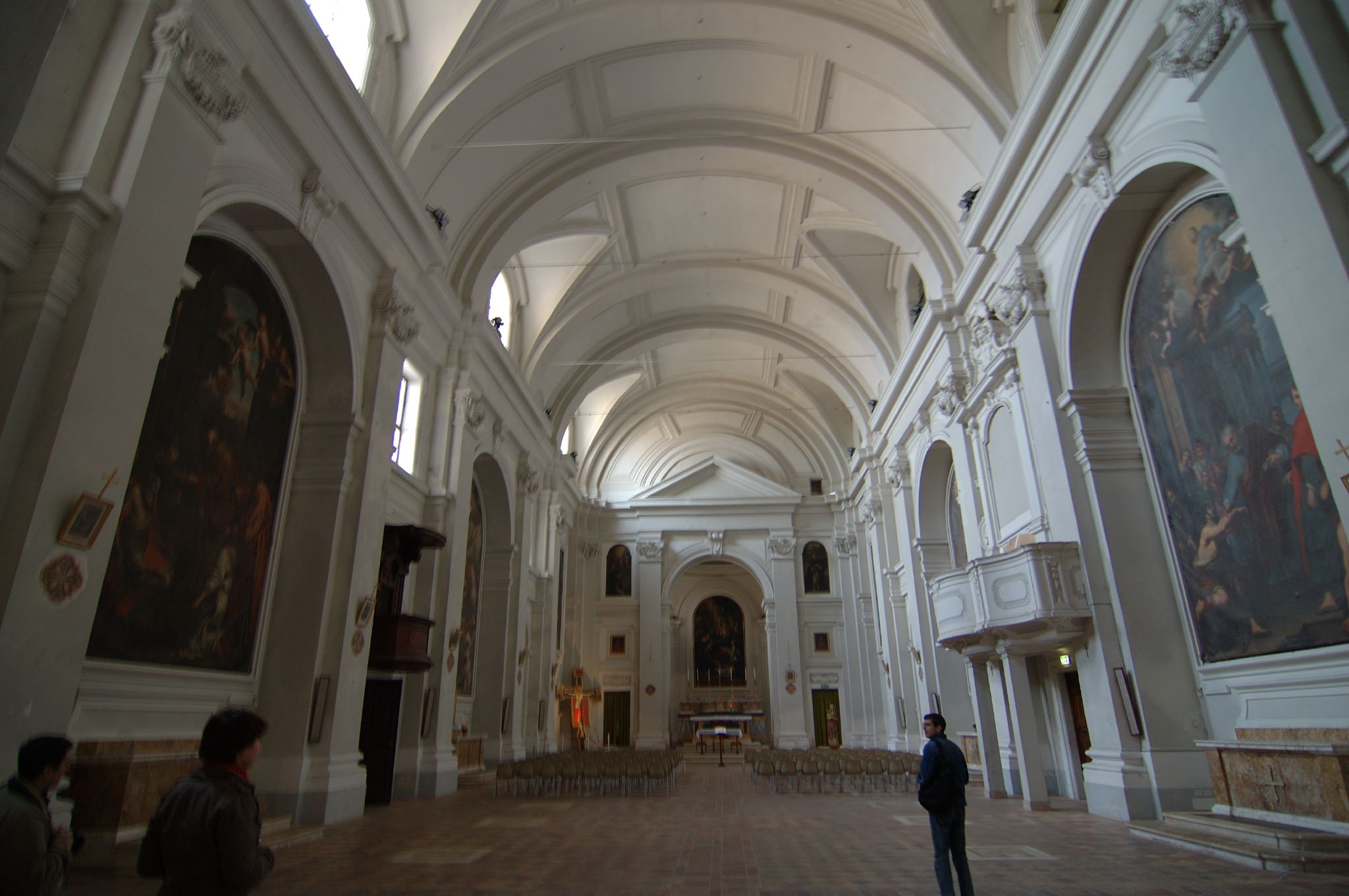
Interno di S. Domenico a Urbino (F. Barigioni)